# Malte Herwig
Malte Herwig (* 2. Oktober 1972 in Kassel) ist ein deutscher Journalist, Schriftsteller und Literaturkritiker.

## Leben
Malte Herwig studierte nach dem Besuch des Kasseler Friedrichsgymnasiums Literatur, Geschichte und Politikwissenschaften an den Universitäten Mainz, Oxford und Harvard. Von 2000 bis 2003 war er Fellow des Merton College in Oxford und wurde dort 2002 mit einer Arbeit über Thomas Mann promoviert. Seine Dissertation Bildungsbürger auf Abwegen: Naturwissenschaft im Werk Thomas Manns wurde 2004 mit dem erstmals vergebenen Thomas Mann-Förderpreis der Deutschen Thomas Mann-Gesellschaft in Lübeck ausgezeichnet.

## Werk
Seit 2002 publiziert Herwig in deutschen und internationalen Medien, darunter die Frankfurter Allgemeine Zeitung, Süddeutsche Zeitung, Die Zeit, Welt, Deutschlandradio Kultur, Literaturen, Cicero, Weltwoche, Observer und New York Times. Er war mehrere Jahre Redakteur im Kulturressort des Spiegel. 2005 erschien Eliten in einer egalitären Welt, eine Auseinandersetzung mit der neu aufkommenden Debatte um Eliteuniversitäten. Im November 2010 erschien bei der DVA seine Biografie über den Schriftsteller und späteren Literaturnobelpreisträger Peter Handke Meister der Dämmerung.
2009 löste er eine Kontroverse aus, als er in der Weltwoche und im Zeit-Magazin aufgrund von Recherchen im Bundesarchiv die mutmaßliche NSDAP-Mitgliedschaft des Komponisten Hans Werner Henze und des Schriftstellers Dieter Wellershoff öffentlich machte. Die Publizistin Franziska Augstein entgegnete, Henze habe es nicht verdient, dass sein „lebenslanges Eintreten in Wort und Ton für Frieden, Menschlichkeit und Gerechtigkeit [...] zu einer Bußübung degradiert“ werde. Die Echtheit der NSDAP-Mitgliedskarten von Henze und Wellershoff konnte jedoch nicht widerlegt werden. Zum Thema NSDAP-Mitgliedschaften veröffentlichte Herwig 2013 den Spiegel-Bestseller Die Flakhelfer.
2015 erschien Die Frau, die Nein sagt über das Leben der Malerin Françoise Gilot, der einzigen Frau, die es wagte, Picasso zu verlassen. Das Buch beruht auf zahlreichen Begegnungen mit Gilot, die Herwig in ihren Ateliers in Paris und New York besuchte, und stand mehrere Wochen auf der Spiegel-Bestsellerliste.
2018 entdeckte Herwig im Keller des ehemaligen Stern-Reporters Gerd Heidemann mehrere hundert Audiokassetten mit Gesprächen, die der Reporter zwischen 1980 und 1983 mit Konrad Kujau geführt hatte, dem Fälscher der Hitler-Tagebücher. Herwig ist Autor und Sprecher des Gruner und Jahr-Podcasts Faking Hitler, der mit dem European Publishing Award ausgezeichnet, für den Deutschen Podcastpreis in der Kategorie „Beste journalistische Leistung“ und den INMA Global Media Award nominiert wurde.

## Bücher (Auswahl)
- Bildungsbürger auf Abwegen. Naturwissenschaft im Werk Thomas Manns. Klostermann, Frankfurt am Main 2004, ISBN 3-465-03352-3.
- Eliten in einer egalitären Welt. wjs-Verlag, Berlin 2005, ISBN 3-937989-11-0.
- Meister der Dämmerung. Peter Handke: Eine Biographie. DVA, München 2010, ISBN 978-3-421-04449-5.
- Die Flakhelfer. Wie aus Hitlers jüngsten Parteimitgliedern Deutschlands führende Demokraten wurden. DVA, München 2013, ISBN 978-3-421-04556-0.
- Die Frau, die Nein sagt: Rebellin, Muse, Malerin. Françoise Gilot über ihr Leben mit und ohne Picasso. Ankerherz-Verlag, Hollenstedt 2015, ISBN 978-3-940138-82-8.
- Meister der Dämmerung. Peter Handke: Eine Biographie. Pantheon Verlag, München 2020, ISBN 978-3-570-55443-2.
- Der große Kalanag: wie Hitlers Zauberer die Vergangenheit verschwinden ließ und die Welt eroberte. Penguin Verlag, München 2021, ISBN 978-3-328-60054-1.
- Austrian Psycho. Jack Unterweger. Molden Verlag, Wien 2024, ISBN 978-3-222-15112-5.